# Juwenalis z Jerozolimy
Juwenalis z Jerozolimy (zm. 458) – duchowny chrześcijański, ostatni biskup jerozolimski i pierwszy patriarcha jerozolimski. Święty Kościoła katolickiego i prawosławnego.

## Życiorys
Juwenalis z Jerozolimy był przyjacielem św. Eutymiusza Wielkiego. W 420 lub w 422 został biskupem jerozolimskim (Aelia Capitolina). Ówcześnie biskup Aelia Capitolina był sufraganem arcybiskupa Cezarei, ale od 325 postanowieniem soboru nicejskiego I miał honorowe pierwszeństwo bezpośrednio po patriarchatach (Rzymie, Aleksandrii i Antiochii). Przywilej ten nie ingerował jednak w metropolitalne prawa arcybiskupa Cezarei.
Bp Juwenalis dążył do utworzenia w Jerozolimie kolejnego patriarchatu. Podczas swego pontyfikatu przyjmował postawę, która była niezgodna z jego kanoniczną pozycją jako sufragana arcybiskupa Cezarei. M.in. ustanowił i wyświęcił biskupa dla jednego z nawróconych na chrześcijaństwo plemion arabskich, do czego nie będąc metropolitą nie miał prawa (niektórzy historycy jednak uważają, że nie był to biskup diecezjalny). Bp Juwenalis miał też wyświęcać innych biskupów w Palestynie i Arabii.
Podczas soboru efeskiego podejmował zabiegi w celu podniesienia Jerozolimy do rangi patriarchatu, jednak nie przyniosły one rezultatu. Podczas tego soboru poparł patriarchę Aleksandrii Cyryla przeciwko herezji nestorianizmu.
Początkowo poparł herezję monofizytyzmu i w 449 wziął udział synodzie zbójeckim w Efezie po stronie zwolennika monofizytyzmu Dioskura I.
W 451 wziął udział w soborze chalcedońskim, który potępił synod w Efezie i monofizytyzm. Początkowo pojawił się tam jako oskarżony o herezję monofizytyzmu. W trakcie soboru zmienił jednak swoje stanowisko podpisując odrzucający monofizytyzm list papieża Leona I do Flawiana. Podczas tego soboru udało mu się również postanowieniem ojców soborowych wynieść swoją stolicę biskupią do rangi patriarchatu.
Po powrocie do Jerozolimy patriarcha Juwenalis napotkał opór części duchowieństwa i wiernych popierających monofizytyzm. W wyniku nacisku mieszkającej w Jerozolimie wdowy po cesarzu Teodozjuszu II, Ateny Eudokii został usunięty z katedry na rzecz monofizyty Teodozjusz i wyjechał do Konstantynopola. Jednak po dwudziestu miesiącach w wyniku interwencji cesarza Marcjana powrócił na tron patriarszy. Zmarł w 458.
Po śmierci pod dniem 2 lipca wpisano go do synaksarionu.